# Nakladništvo
Nakladništvo (izdavaštvo) je djelatnost kojom pisano ili snimljeno djelo postaje dostupno javnosti, a uključuje pribavljanje i odabir rukopisa, uređivanje, grafičko-likovno oblikovanje, organizaciju tiskanja ili drugog oblika proizvodnje, promidžbenu djelatnost te raspačavanje.
U povijesti su te poslove obavljali autori, tiskari i knjižari, pa se do kraja 20. stoljeća razvoj nakladništva može pratiti i pod pojmovima tiskarstvo i knjižarstvo.
Nakladnički proizvodi tradicionalnoga nakladništva tiskane su knjige (neperiodične publikacije koje bez korica imaju najmanje 49 stranica, a objavljene su u određenoj zemlji i dostupne javnosti), brošure (neperiodične publikacije koje bez omota imaju najmanje pet, a najviše 48 stranica), serijske publikacije (novine, novinsko i revijalno nakladništvo), zemljovidi i muzikalije. Od 1970-ih pojavljuje se audiovizualna građa, koja se koristi s pomoću elektronskih pomagala, a od 1990-ih razvija se elektroničko nakladništvo. Elektronički časopisi, a poslije i knjige, objavljuju se prvo u materijalnom obliku na disketama, CD-ROM-u, a ubrzo zatim i na internetu (mrežna izdanja). Elektronička je knjiga jedna ili više računalnih datoteka omeđena sadržaja, koje su dostupne javnosti na mreži (mrežna knjiga) ili u materijalnom obliku (CD-ROM, DVD i sl.). Uz tekst može donositi sliku i zvuk kao i veze sa srodnim mrežnim stranicama te program za izmjene i dopune.
Nakladnik je fizička osoba ili korporativno tijelo (organizacija) koja ima pravo umnožavanja i raspačavanja djela te snosi financijsku i pravnu odgovornost. U elektronskom nakladništvu često se, u tom smislu, govori o proizvođaču. Nakladničkim ugovorom autor ili drugi nositelj autorskoga prava na autorsko djelo prenosi pravo umnožavanja i stavljanja u promet (pravo izdavanja) djela na nakladnika, koji se obvezuje da djelo izda o svom trošku.
Nakladničke kuće mogu biti opće ili specijalizirane, ovisno o stručnome području ili o vrsti proizvoda koje objavljuju. Mogu se specijalizirati za izdavanje knjiga za djecu i mladež, zvučnih knjiga, zemljovida i dr. Posebnu skupinu čine nakladnici stručnih i znanstvenih knjiga. Poznati su nakladnici u području prirodnih znanosti, tehnike i medicine udruženi u International Group of Scientific, Technical and Medical Publishers (STM). Krajem 20. stoljeća učestalo je spajanje više nakladničkih kuća (često s produkcijom istog ili sličnoga tematskog područja) u jednu korporaciju s većom ili manjom samostalnošću nakladnika (npr. Thomson Gale okuplja tridesetak nakladnika). Nakladnici nota učlanjuju se u jedinstveni identifikacijski sustav ISMN (International Standard Music Number) od 1994., podatci o njima dostupni su u svjetskom imeniku (Music Publishers’ International ISMN Directory). Nakladnici knjiga učlanjuju se u jedinstveni identifikacijski sustav ISBN, a podatci o njima dostupni su u svjetskom imeniku nakladnika (Publishers’ International ISBN Directory). Na međunarodnoh razini nakladnici se udružuju u svjetsku udrugu International Publishers’ Association (IPA).

## Povijest

### U svijetu
Prvi po imenu poznat rimski nakladnik, Tit Pomponije Atik, izdavao je Ciceronova djela, poznata su zatim braća Sosiji, izdavači Horacijevih pjesama, i Trifon, koji je potkraj 1. stoljeća izdao Marcijalove epigrame. U helenističko doba je bila razvijena knjižarska mreža, poznatija su se djela izdavala u nakladi od 500 primjeraka, a najčitanija i u 1000 primjeraka (Plinije Mlađi). U 15. stoljeće šire se laički skriptoriji, koji su djelovali kao prava poduzeća. Tip nakladnika kakvog Europa nije poznavala od antičkog doba javio se i prije izuma tiskarskoga stroja, npr. nakladnik i knjižar Lauber iz Hagenaua (do 1467.). Slično je bilo u Francuskoj, Engleskoj, posebice u Italiji, gdje se više nego drugdje razvilo nakladništvo i knjižarstvo u Firenci (Ulica knjižara). Presudnu ulogu u razvoju nakladništva odigrao je J. Gutenberg (oko 1397. – 1468.). U prvim desetljećima tiskanja knjiga tiskar je ujedno i nakladnik i knjižar. Najpoznatiji su tiskari i knjižari u Europi toga doba A. Koberger (oko 1440. – 1513.) iz Nürnberga, koji je objavio 236 izdanja, i A. Manuzio (oko 1450. – 1515.), koji je izdavao klasične grčke pisce. Njegov tipografski znak, sidro s dupinom, postao je znak kvalitete u Europi. U 16. stoljeću započelo je razgraničenje nakladništva od tiskarstva, kada sam tiskar uspostavlja "musaeo", poslije "lektorni kabinet" (redakciju), te putem vlastite knjižare ili knjižara partnera osigurava dostupnost knjige na tržištu. Prvim se pravim nakladnikom u Europi smatra Nijemac Johann Rynmann koji nije imao vlastitu tiskaru već je davao rukopise tiskati u Njemačkoj i izvan nje, a do svoje je smrti 1522. objavio 200 knjiga.

### U Hrvatskoj
U Hrvatskoj je pojava nakladništva vezana uz 1694., kada je Hrvatski sabor predao "zemaljsku tiskaru" P. Vitezoviću Ritteru, koji je tiskao knjige s impresumom "ex Musaeo meo Graecmonti" i prodavao ih u vlastitoj knjižari. Do požara (1706.) Vitezović je objavio oko 50 djela, pretežito kalendara i kronika. Nakon Vitezovića kao izdavači javljaju se Isusovački kolegij (Lexicon latinum) i I. K. Weitz (Gazophylacium, 1740.). Weitzovu knjižaru i tiskaru preuzima Antun Reiner (objavio 3. izd. Cythare octochorde, 1757.). U drugoj polovici 18. stoljeća pojavio se u Hrvatskoj bečki tiskar, "povlašteni dvorski knjižar s lekturnim kabinetom", J. Th. Trattner (1717. – 1798.), koji je u Varaždinu i Zagrebu otvorio svoje podružnice. On je 1794. prodao svoju zagrebačku tiskaru biskupu M. Vrhovcu, kojemu je posao vodio A. Novosel. Istodobno s Trattnerom u Zagrebu je kao nakladnik djelovao i tiskar J. K. Kotsche. Od 1808. u Zagrebu je djelovao F. Župan (Suppan), tiskar i knjižar koji je u predilirsko i ilir. doba imao golemu knjižnu produkciju. Uspješan nakladnik novina i knjiga, a kratkotrajno i knjižar, bio je Ljudevit Gaj. On je 1853. od Županova nasljednika, sina Lavoslava, kupio poduzeće, ali ga je ubrzo (1856.) prodao L. Hartmanu (1812. – 1881.), kojemu se u poslu 1875. pridružio Albert Deutsch (1857. – 1926.), a 1880-ih Stjepan Kugli. Iz te će nakladne knjižare prvo nastati nakladna knjižara S. Kugli i A. Deutsch (do 1902.), a zatim (nakladna) veleknjižara Stjepan Kugli. U razdoblju hrvatskog narodnoga preporoda, nakladništvo je kao najvažniji dio svojega programa imala Matica ilirska (današnja Matica hrvatska), a zatim i Društvo sv. Jeronima. Od druge pol. XIX. st. najveći je nakladnik bio JAZU (današnja Hrvatska akademija znanosti i umjetnosti), koji je tada započeo objavljivati nizove Rad, Starine, Građa, Ljetopis, Stari pisci hrvatski te znanstv. zbornike o hrvatskoj povijesti, kulturi i umjetnosti.
U unutrašnjosti Hrvatske u 18. i 19. stoljeću nezaobilazni su bili nakladničko-knjižarski poduzetnici (često i tiskari): u Osijeku I. M. Divald (1743. – 1806.), u Dubrovniku Karlo Antonio Occhi (u. 1787.), naslijedio ga je A. Martecchini (1826. je objavio Gundulićeva Osmana), u Rijeci obitelj Karletzky (od 1779. do kraja 19. st.), u Zadru je djelovao A. L. Battara (1768. – 1817.), koji je tiskao prve hrvatske knjige; u Karlovcu I. N. Prettner, kod kojega je 1832. Janko Drašković objavio svoju Disertaciju, zatim A. Lukšić (1826.−1901.), te u Požegi Miroslav Kraljević (1823. – 1877.).
Početkom 20. st. snažnoj nakladničkoj djelatnosti Matice hrvatske, Društva sv. Jeronima i JAZU pridružilo se Društvo hrvatskih književnika (1903.). Osnovano je više nakladnih knjižara koje su pokušavale slijediti S. Kuglija: Đ. Trpinac, Marija i S. Radić, Jaroslav Merhaut, N. Andrić. Nakon Prvog svj. rata pojavili su se i novi nakladnici: Minerva, Binoza, knjižara Vasić, ali i mnoštvo manjih.
U razdoblju 1941. – 1945. najugledniji su nakladnici, osim Matice hrvatske i Nakladne knjižare S. Kuglija, Hrvatski izdavalački bibliografski zavod (HIBZ), A. Velzek, Suvremena naklada Josipa Čaklovića i Belka Josipa i Z. Milkovića. Početkom 1941. HIBZ je osnovan kao drž. poduzeće koje je imalo »isključivo pravo« izdavati i raspačavati djela enciklopedičkoga, leksikografskog i bibliografskoga značaja na hrvatskom i drugim jezicima. Do svibnja 1945. objavio je 132 naslova različitih knjiga, od kojih su najpoznatije Hrvatska enciklopedija (II–V. sv.), tri knjige enciklopedičkoga zbornika Znanje i radost, Djela hrvatskih književnika koja je uređivao J. Benešić i Suvremeni hrvatski pisci koje su zasebno uređivali M. Ujević i M. Cerovac, zatim Prošlost Dalmacije  G. Novaka i časopis Vijenac. Komunistička je vlast 1945. ukinula HIBZ, od njega je nastao Nakladni zavod Hrvatske, a iz enciklopedičkoga programa 1950. Jugoslavenski leksikografski zavod (današnji Leksikografski zavod Miroslav Krleža). Nakon II. svjetskog rata privatne tvrtke poslovale su do 1948., kada ih je država nacionalizirala i one su nestale.
Po ruskom uzoru Gosizdata, osnovalo se u Zagrebu 1945. državno tiskarsko i nakladničko poduzeće Nakladni zavod Hrvatske (NZH). Djelovalo je i više novih poduzeća, od kojih su najviše objavljivali Naprijed i Novo pokoljenje (kasnije Mladost), te Sloga (kasnije Znanje), Prosvjeta i Stvarnost. Naprijed je osnovan 1946. pod imenom Kultura Zagreb, kao poduzeće za objavljivanje polit. publicistike. Tom su programu dodana klas. djela svjetske (osobito ruske) književnosti i jugosl. pisaca. Od 1958. nosi ime Naprijed; profilirao se kao nakladnik filozofskih, socioloških, politoloških i psihol. djela. Mladost kao nakladnik djeluje od 1951. preimenovanjem izdavačkoga poduzeća Novo pokoljenje (1947). Sjedište joj je bilo u Zagrebu, Ilica 30, u kući S. Kuglija. Godine 1957. spaja se sa Zagrebačkim knjižarskim poduzećem i tako postaje najveće izdavačko-knjižarsko poduzeće u Hrvatskoj. U programu prevladava književnost za djecu i mladež; najpoznatija Biblioteka Vjeverica od 1957. (do 1966. urednik G. Vitez) do 1998., kada je objavljena posljednja knjiga, donosi s prekidima sveukupno oko 500 naslova. Ostale biblioteke: Biblioteka izabranih eseja, Sirius, Sabrana djela, Gama, Hrvatski roman, Zlatno slovo, Jelen, Posebna izdanja. Nakladnička djelatnost Mladosti prestaje krajem 1990-ih. 
Znanje, nakladni zavod u Zagrebu, osnovan je 1963. spajanjem izdavačkoga poduzeća Znanje (prethodnica su mu Sloga i Seljačka sloga, 1946–57) i Poljoprivrednoga nakladnog zavoda. U početku je pretežito objavljivalo znanstveno-popularnu knjigu i priručnike (Sveznadar, Knjiga za svaku ženu, 28 izd.), ne zanemarujući ni klasiku. Osobit ugled steklo je bibliotekama HIT (osn. 1969), ITD (osn. 1975), HIT-junior i Stribor. 
Stvarnost, izdavačko poduzeće u Zagrebu, osnovalo je Društvo novinara Hrvatske (prvo izd. objavilo je 1950). Od 1952. do 1962. djelovalo je pod nazivom Novinsko izdavačko poduzeće (NIP). Uz publicistiku i almanahe, objavljivalo je i znanstv. djela (biblioteka Svijet suvremene stvarnosti), popularnu znanost, priručnike, ilustrirana izdanja, te domaću i stranu književnost. Najviši domet ostvarilo je 1968. objavljivanjem Biblije (Zagrebačka Biblija), koju su uredili B. Duda i J. Kaštelan. Prestalo je raditi 1990.
Preustrojem NZH (1950
) nastala su zagrebačka nakladnička poduzeća Zora, Školska knjiga, Tehnička knjiga, Globus, a kao nakladnici pojavili se još »August Cesarec«, Grafički zavod Hrvatske, specijalizirane kuće Informator i dr. Zora je dva desetljeća imala status državnog izdavača. Objelodanila je biblioteke Kritička izdanja hrvatskih pisaca, Jugoslavenski pisci, Sabrana djela hrvatskih pisaca, Djela svjetske klasične i suvremene književnosti. Godine 1962. s Maticom hrvatskom pokrenula je biblioteku Pet stoljeća hrvatske književnosti, jedan od najvećih nakladničkih pothvata u hrvatskoj povijesti. Godine 1977. spojila se s Grafičkim zavodom Hrvatske. Globus je sredinom 1980-ih imao godišnju produkciju od 100 naslova objavljivanih u više biblioteka, od znanstvenih do popularnih; najpoznatija je bila Plava biblioteka. 
Izdavačko poduzeće August Cesarec od 1979. je razvijalo zamjetnu produkciju – biblioteke Bestseler, Vremeplov, Kritika – kultura – komunikacija, antologije, izabrana djela domaćih i stranih pisaca kao i popularnu književnost u nakladničkim cjelinama. Od 1985. do 1991. izdavali su biblioteku Džepna knjiga s osamdesetak naslova. Od 1986. program se proširio na biblioteke Historiae, Fontes, August Cesarec, Mixta. Sredinom 1980-ih imali su produkciju od pedesetak naslova, a posljednji naslov objavili su 1994. godine. Grafički zavod Hrvatske (GZH) djelovao je do 1977. kao veliki tiskarski pogon s malim nakladničkim odjelom koji je objavljivao isključivo turističke monografije. Godine 1977. preuzeo je nakladnički program Zore, a početkom 1980-ih izdavački odjel odvojio se od tiskare i otada pod istim imenom djeluju dva poduzeća: tiskarsko i nakladničko. Najveći domet postigao je potkraj 1980-ih kada je u bibliotekama Ogledala, Teka, Civilizacija, Retro, Zora, Rotulus i Omladinska biblioteka objavljivao i 50-ak naslova godišnje.
Od 1954. »grupe građana« počele su osnivati poduzeća izvan državnog nadzora: IBI, Lykos, Liber, a nešto poslije i Kršćanska sadašnjost. Osnovana 1968., u 25 godina rada objavila je više od 925 naslova, 8 časopisa, 60 ploča i kaseta te 34 dokumentarna filma i videokaseta. Osobito se ističe 8. izdanje Biblije (tzv. Zagrebačke Biblije).
Sredinom 1950-ih godišnja knjižna produkcija u Hrvatskoj iznosila je oko 1350 naslova, potkraj 1960-ih povećala se na 2000. Godine 1990. u Hrvatskoj je bilo četiristotinjak nakladnika, ali je od 1989. nad više nakladničkih kuća proveden stečaj iako su imale izvrsne programe i rasprodane naklade. Nakon 1990. osnovana su mnoga manja poduzeća, koja djelomično nastavljaju ostvarivati dijelove programa nekad jakih nakladničkih kuća. Među novim privatnim nakladnicima (najstariji je privatni nakladnik novijeg doba B. Biškupić s bibliotekom Prizma), programima se ističu bez obzira na broj objavljenih naslova zagrebački nakladnici ABC naklada, AGM, Agroznanje, Alinea, Antibarbarus, ArtTresorAzur, Barbat, Ceres, Doneha, Durieux, Element, Erasmus naklada, Golden marketing, Hrvatska sveučilišna naklada, Izvori, Katarina Zrinska, Masmedia, Meandar, Medicinska naklada (nastala od Jugoslavenske medicinske naklade), Mosta, Multigraf, Naklada C, Naklada MD, Naklada Zadro, Novi Liber, Studio grafičkih ideja, Targa, Teovizija, Verbum, Zagrebačka stvarnost, Znaci vremena, Znak.
Izvan Zagreba djeluju nakon 1990. neka stara nakladnička poduzeća, ali i više novih manjih. U Rijeci i Opatiji djeluju »Otokar Keršovani« i Izdavački centar Rijeka (Dometi), Leo Commerce; u Splitu E-92, Književni krug Split, Laus, Logos, Marjan knjiga, Verbum; u Osijeku Izdavački centar (Revija); u Privlaci Slavonska naklada Privlačica; u Varaždinu Katarina Zrinski; u Zadru Forum; u Jastrebarskome Naklada Slap, a u drugim hrvatskim gradovima nakladništvom se bave ogranci Matice hrvatske uz pokojega manjeg nakladnika.
Knjiga je proizvod koji Hrvatska drži prioritetom u svojoj kulturi. Stoga država daje nakladnicima financijsku potporu uz povlaštenu stopu PDV-a od 5%. Od 1990-ih pojedini nakladnici specijalizirali su se za određena tematska područja, porastao je broj djela stranih autora, jačaju poslovne veze hrvatskih i inozemnih nakladnikâ, a sve više nakladnika stvara vlastite mrežne stranice, otvaraju se knjižare tiskane knjige na internetu i uvode se suvremene tehnike proizvodnje knjige.
Godine 1993. u sustav ISBN bila su uključena 353 hrvatska nakladnika. Od ožujka 1993. do prosinca 2004. registrirana su ukupno 5164 nakladnika. Najveći broj nakladnika nalazi se u Zagrebu. Po broju objavljenih knjiga prednjači Školska knjiga s 1100 naslova (2004.). Od ostalih se među najveće ubrajaju oni s prosječno pedesetak i više objavljenih naslova godišnje: Alfa, Algoritam, Egmont, Hrvatska akademija znanosti i umjetnosti, Kršćanska sadašnjost, Matica hrvatska, Mozaik knjiga, Naklada Ljevak, Naša djeca, Profil knjiga, V.B.Z., Verbum i Znanje.
Malobrojna su izdanja zvučnih knjiga. Usporedno s tradicionalnim nakladništvom u Hrvatskoj se 1990-ih razvija i elektroničko.

## Vanjske poveznice
- Nacionalna i sveučilišna knjižnica u Zagrebu: 9000 nakladnika registrirano u Hrvatskome uredu za ISBN  Arhivirana inačica izvorne stranice od 12. ožujka 2016. (Wayback Machine) (objavljeno 17. lipnja 2013.)